# Neohumboldtismo
El neohumboldtismo es el nombre que recibe una escuela filosófica y lingüística arraigada en Alemania casi exclusivamente en la última parte del siglo XIX y la primera mitad del siglo XX.
Inspirada directamente en las teorías de Humboldt (1737-1835), en lingüística también fue conocida como escuela neorromántica y teoría del campo lingüístico y léxico.
Esta corriente lingüística se basa en una concepción a un tiempo estática y dinámica de la lengua, que es capaz de autodescribirse sin recurrir al mundo exterior al tiempo que tiene una capacidad particular de creación.
Algunos de sus principales representantes fueron los filósofos Heymann Steinthal, Ernst Cassirer o Wilhelm Wundt (también fisiólogo y psicólogo), así como los lingüistas Walter Porzig, Jost Trier o Leo Weisgerber.
- Datos: Q6040732